# Calle Vitoria (Burgos)
La calle Vitoria es una de las principales vías de la ciudad de Burgos. Conecta el centro de la ciudad con el barrio de Gamonal. Comienza en la plaza del Mio Cid. Es una de las calles más largas de la ciudad (superada en longitud por otras como el bulevar del Ferrocarril, la calle López Bravo del Polígono Industrial de Villalonquéjar o la Ronda Interior Norte).
Es una vía heterogénea, con tramos diferentes y edificios destinados principalmente a uso residencial, construidos en su gran mayoría en el siglo XX.
En 2014 tuvieron repercusión internacional las protestas y disturbios que hubo en el barrio de Gamonal a causa de la remodelación de esta calle para convertirla en un bulevar.  

## Trazado

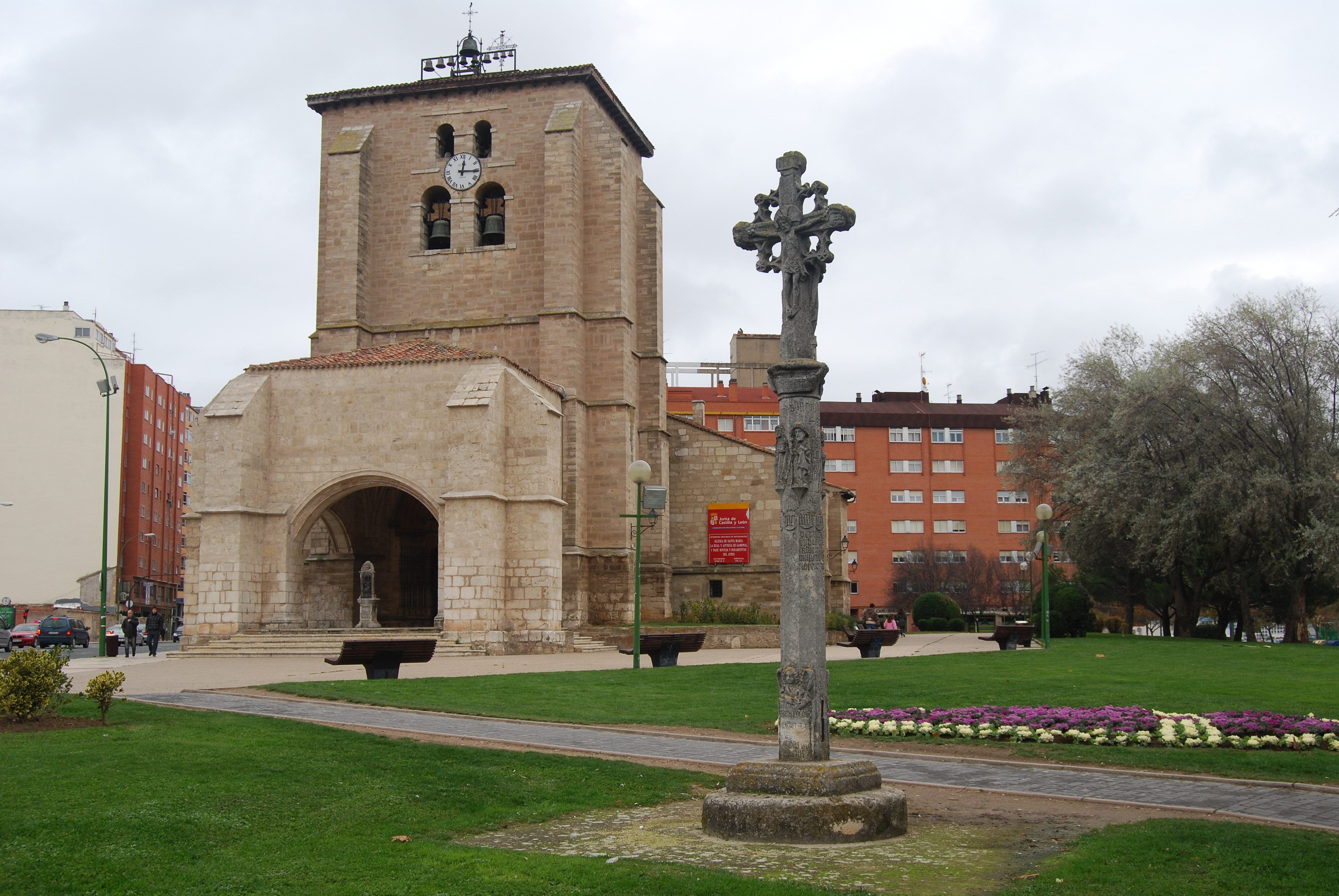
Iglesia de la Real y Antigua de Gamonal, situada en la calle Vitoria

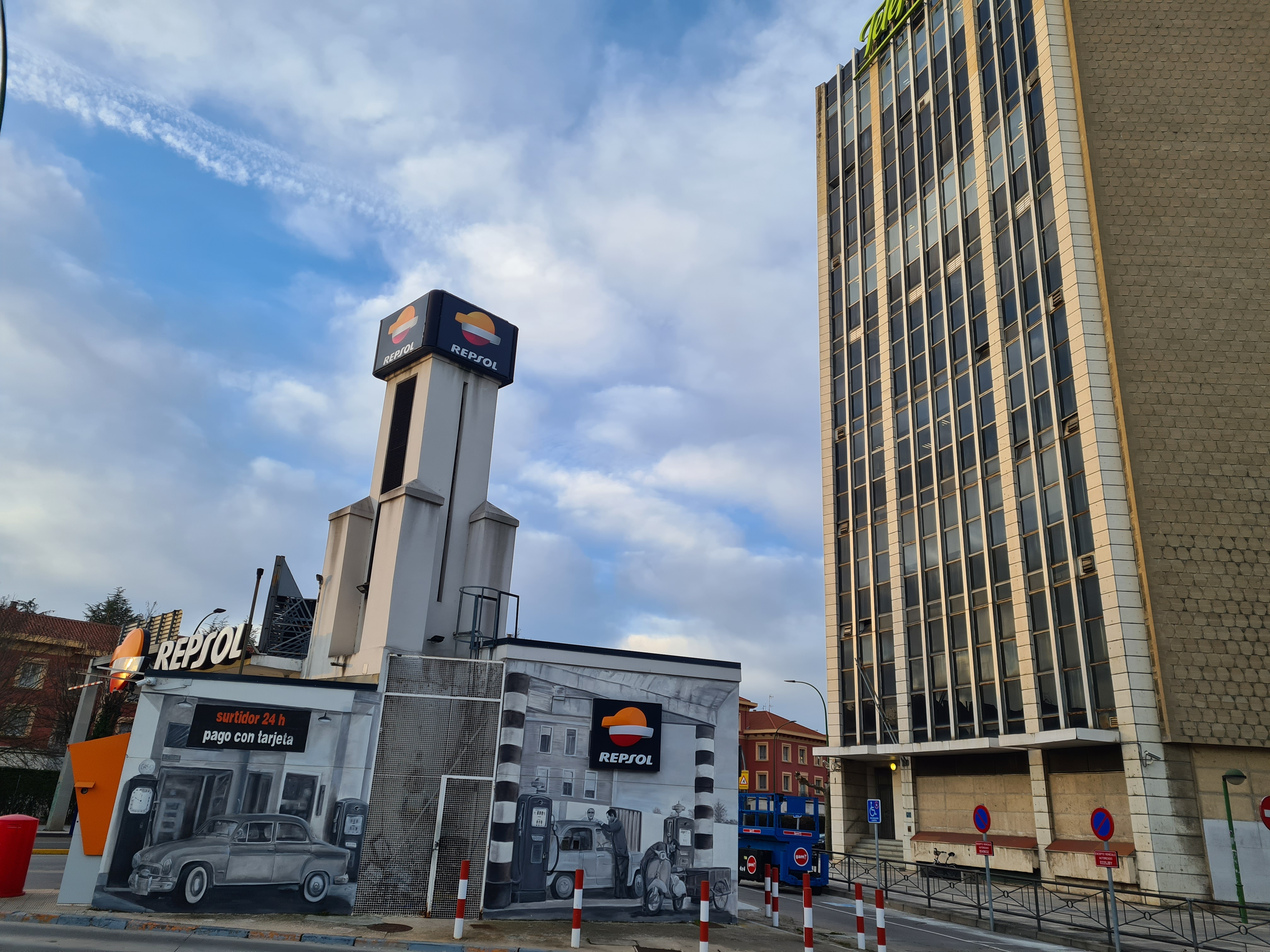
Gasolinera en el límite con el barrio de Gamonal. Fue diseñada por Marcos Rico Santamaría.

Desde la plaza del Rey hasta la plaza del Mio Cid (zona centro) es una calle únicamente de sentido descendente, de dos o tres carriles de circulación y aceras de ancho muy variable. Cruza sobre el río Vena. Tras atravesar la plaza del Rey, pasa a ser de doble sentido, con dos carriles de circulación por sentido.
La calle Vitoria coincide en algunos tramos con el Camino de Santiago. Concretamente, entre el final y la calle Centro, y entre las calles Nuestra Señora de Fátima y San Roque. Asimismo, coincide con las antiguas carreteras de Madrid-Irún  N-I  y Logroño-Vigo  N-120 .

### Calles adyacentes
| Sur (números pares)                     | Plazas                     | Norte (números impares)                        |
| --------------------------------------- | -------------------------- | ---------------------------------------------- |
|                                         | Plaza del Mio Cid          |                                                |
| C/ Condestable                          |                            | C/ Condestable                                 |
| C/ Toledo                               |                            |                                                |
| C/ Gran Teatro                          |                            | C/ San Lesmes                                  |
|                                         |                            | C/ Bernabé Pérez Ortiz                         |
| C/ Puente de Gasset                     |                            |                                                |
|                                         |                            | C/ Álvar García                                |
| C/ Ruiz Dorronsoro                      |                            |                                                |
| C/ Santa Casilda                        |                            | C/ Segovia                                     |
| Plaza del Rey BU-11                     | Plaza del Rey              | Avda. de Cantabria N-623 N-627                 |
| C/ de la Cruz Roja                      |                            | C/ Justo del Río                               |
|                                         |                            | C/ Tesorera                                    |
| C/ Lepanto                              |                            |                                                |
| C/ Covadonga                            |                            |                                                |
|                                         |                            | C/ San Nicolás                                 |
| C/ Lepanto                              |                            |                                                |
|                                         |                            | C/ Bartolomé Ordóñez                           |
| C/ Teniente Figueroa                    |                            |                                                |
| Avda. de la Constitución Española N-120 | Glorieta de Logroño        | C/ San Roque                                   |
| C/ Santiago Apóstol                     |                            | C/ Santa Bárbara - C/ Nuestra Señora de Fátima |
| C/ San Bruno                            |                            | (Barriada Juan XXIII)                          |
|                                         |                            | C/ Alfonso XI                                  |
| C/ Francisco Grandmontagne              |                            | (Prolongación de Francisco Grandmontagne)      |
|                                         |                            | C/ Centro                                      |
| C/ Pablo Ruiz Picasso                   |                            |                                                |
|                                         |                            | C/ de las Eras de Gamonal                      |
| Avda. de Eladio Perlado                 |                            |                                                |
| Travesía de la Iglesia                  |                            | Travesía de la Iglesia                         |
| C/ Pedro Alfaro                         |                            |                                                |
| C/ Juan Ramón Jiménez                   | Carretera Madrid- Irún N-I | C/ Esteban Sáez de Alvarado                    |

## Origen
El primer tramo de la calle Vitoria, entre las plazas del Mio Cid y San Lesmes coincide con uno de los tramos de la antigua muralla de la ciudad. Superado el río Vena, se encontraban las traseras del antiguo Hospital de San Juan.
A finales del siglo XVIII se derriba la muralla. Entre el propio camino y la orilla del río se construye el Cuartel de Caballería, que posteriormente, sería el Cuartel de Lanceros de España.
Según avanza el siglo XIX, se añaden nuevas instalaciones de diferentes ramos castrenses. De este modo, desde la calle Álvar García hasta la calle Soria, en el lado de los impares, había dos cuarteles. En el lado de los pares, había otro cuartel y diversas fábricas. Estos cuarteles se constituirían en cabeceras de los primeros proyectos de líneas de transporte público (la mayoría no prosperaron), tanto tranvías como autobuses.
En 1930, Alfonso XIII inaugura la barriada Militar del Dos de Mayo, situada al sur de la calle Vitoria, y a medio camino entre Burgos y Gamonal.
En los años treinta se derriba el Cuartel de Lanceros de España, dando lugar a nuevas edificaciones en primer tramo. Se concentran diversos establecimientos hosteleros, como los Hoteles París, Condestable y Castilla.

### Entre los años cuarenta y sesenta

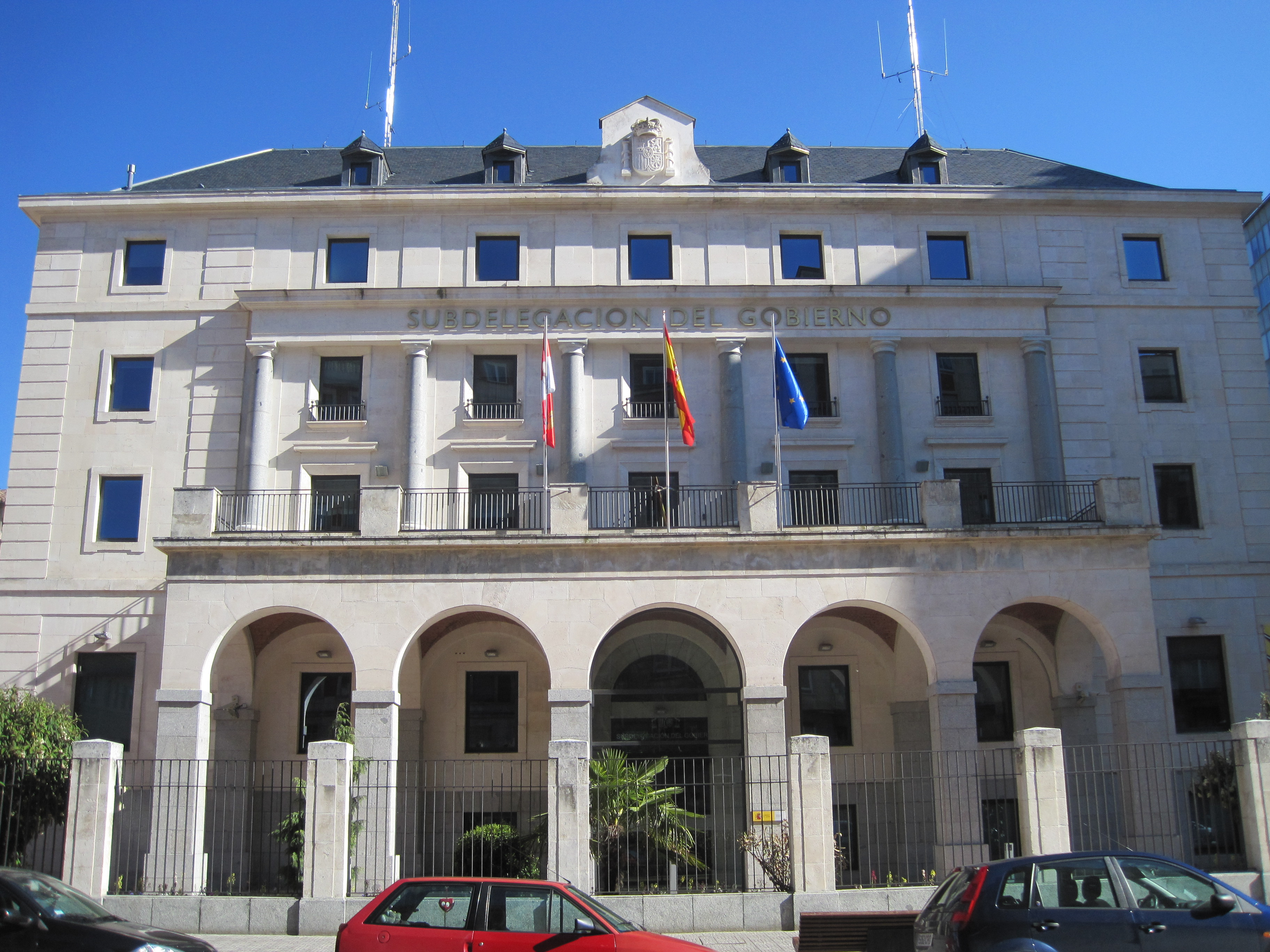
Edificio de la subdelegación del Gobierno en Burgos, antigua sede del Banco de España. C/ Vitoria, 34

En los años cuarenta, poco después del fin de la Guerra Civil, por decisión del general Yagüe, capitán general de la VI Región, se construyen nuevas dotaciones militares: nueva barriada Militar, Ciudad Deportiva Militar, Gobierno Militar y nuevos cuarteles. Buena parte de estas instalaciones se sitúan a lo largo de la calle Vitoria.
En esa misma época se construye el edificio situado en la esquina con la calle San Lesmes, traseras del antiguo Hospital de San Juan.Por otro lado, se cubre el último tramo del río Vena, estructura que se fusiona con el puente de las Viudas.
En 1953, el general Franco inaugura el Grupo Escolar Generalísimo Franco (denominado colegio Río Arlanzón, a partir del año 2000), situado en un lateral del Monasterio de San Juan. Sobre el antiguo cuartel de Automovilismo se construye la oficina del Banco de España, que sustituye a la anterior en el Paseo de la Isla. El primer tramo, entre la plaza Miguel Primo de Rivera (actual plaza del Mio Cid) y la calle Conde Jordana (actual Gran Teatro) destaca por dos establecimientos de espectáculos: los cines Avenida y Gran Teatro.
El 1 de enero de 1955 se anexiona el barrio de Gamonal, por lo que lo que entonces era una carretera entre dos municipios pasa a ser una calle, si bien pasarán décadas antes de que la unión sea real.
A mediados de los sesenta se abre el hotel Almirante Bonifaz, en la esquina con la calle Conde Jordana. En esa misma época, pero poco más abajo de Gamonal, se construye la barriada Juan XXIII, conocida popularmente como las mil viviendas, así como edificios residenciales más allá de la iglesia de Gamonal. También se urbaniza la zona de Villa Pilar.

### Los años setenta
A lo largo de los años setenta y ochenta se van urbanizando las parcelas que aún quedan libres. En especial, las situadas frente a la barriada Juan XXIII. Se construye la Casa de Cultura de Gamonal, con fachada posterior a la calle Vitoria.
Un momento de gran importancia tiene lugar a mediados de los setenta: el derribo de los Cuarteles de la calle Vitoria, dando lugar a una serie de bloques de viviendas de calidad. En una de esas parcelas se construye la delegación de Hacienda.

### Décadas posteriores

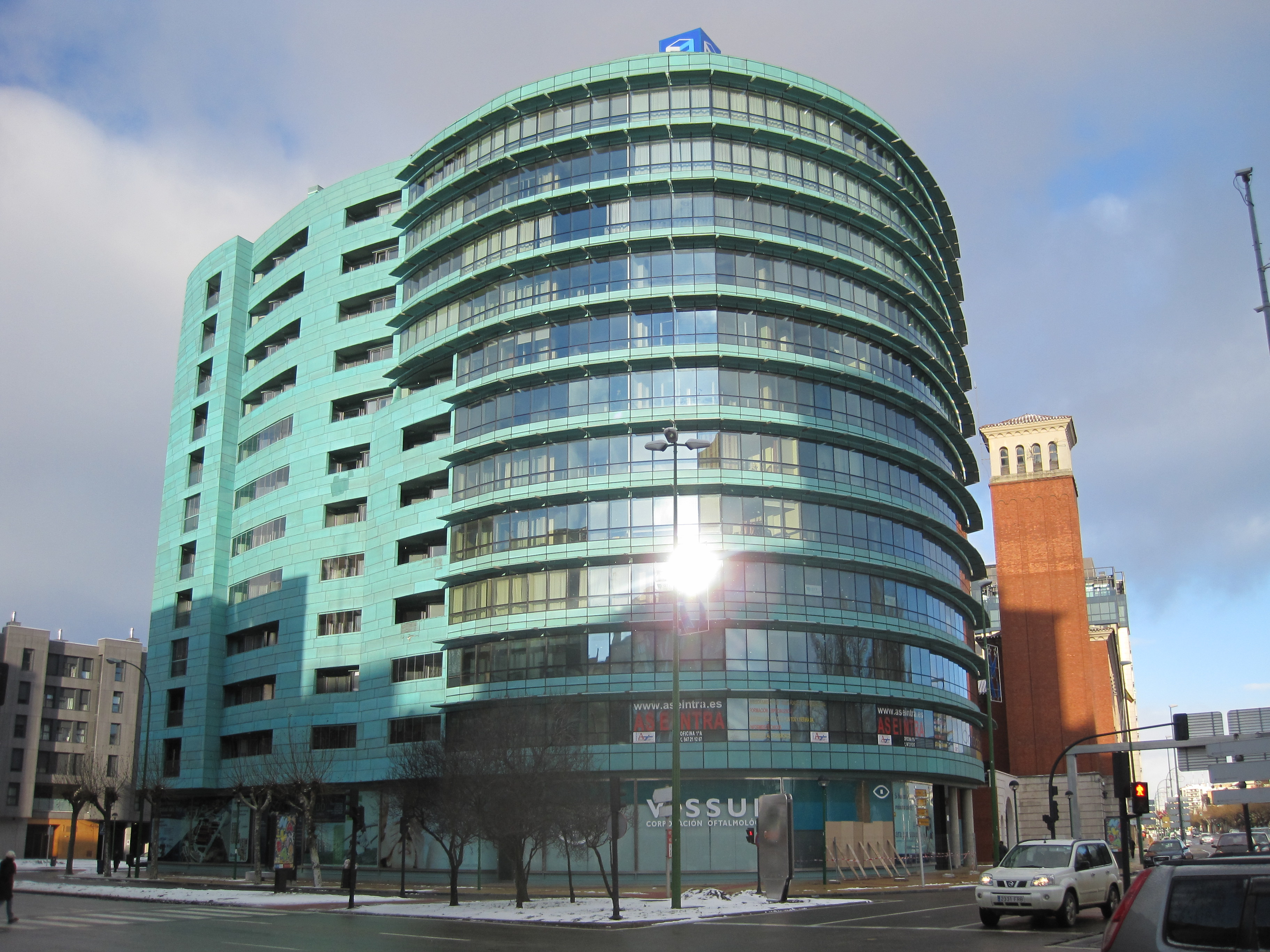
Edificio Plaza del Rey. A la derecha, la torre de la Subdelegación de Defensa.

Entre el cambio de siglo, los edificios del primer tramo de la calle Vitoria fueron remodelados. Los establecimientos de cine (Avenida y Gran Teatro) cerraron. El primero fue demolido y en su lugar se construyeron oficinas (edificio Avenida).
El Hotel Condestable fue clausurado, pasando el edificio a tener usos de oficinas y establecimientos de moda.
Destaca la construcción del edificio Plaza del Rey, en la esquina con la avenida de Cantabria, junto a la subdelegación de Defensa. Esta construcción destaca en la entrada a la ciudad por el acceso Sur.
Entre los años 2001-2010, la manzana situada entre las calles Toledo y Gran Teatro ha sufrido varias reformas. En primer lugar, se derribó el Gran Teatro, conservándose sólo la fachada a la calle Vitoria, pasando a ser un hotel y un establecimiento de ropa. El edificio aledaño, la Tesorería General de la Seguridad Social, fue también derribado y reconstruido, recuperando la estética del original.

## Recorrido

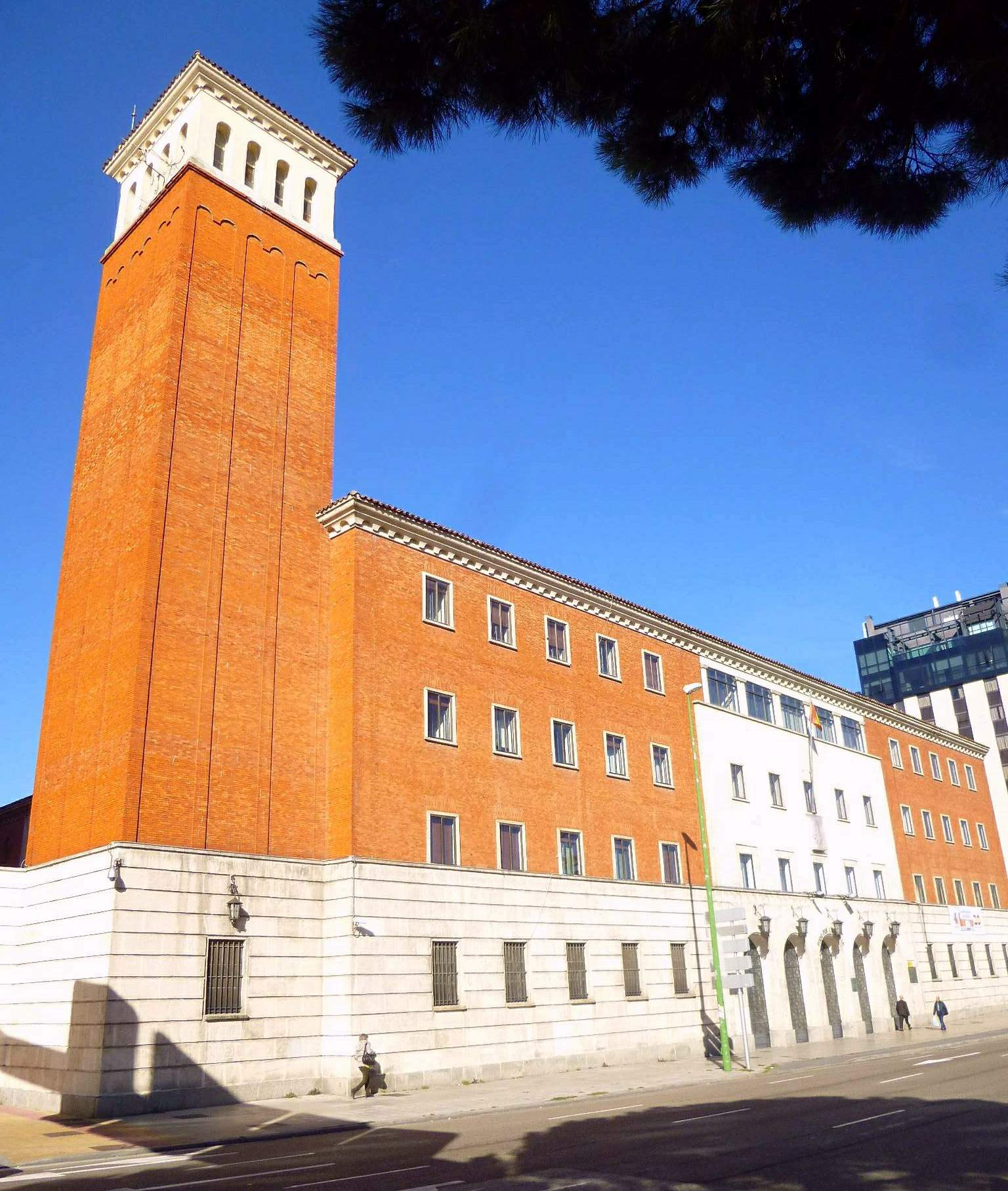
Edificio del Gobierno Militar, luego subdelegación del Ministerio de Defensa en la provincia de Burgos

### Primer tramo: de plaza del Mio Cid a calle Álvar García
El primer tramo de la calle Vitoria que fue desarrollado por el ilustre arquitecto Saturnino Martínez Ruiz está dedicado a espacios comerciales y oficinas, complementados con otros usos terciarios y viviendas. Destaca la presencia de entidades financieras y comercios de moda.
En este tramo el sentido de la circulación es único, hacia plaza del Mio Cid. Hasta el cruce con la calle Condestable son tres carriles. A partir de ese cruce, dos carriles de circulación y uno de aparcamiento. A partir de la calle Gran Teatro, son dos carriles de estacionamiento.
En esta parte encontramos edificios reseñables como la antigua oficina de Correos (esquina con plaza del Mio Cid), el restaurante Ojeda, el edificio Edinco, el edificio Avenida, el antiguo Hotel Condestable, el antiguo Hotel Castilla (actual oficina de la Guardia Civil), el antiguo Gran Teatro Cine, la Subdelegación del Gobierno (antiguo Banco de España), el antiguo Colegio de Médicos o el colegio Río Arlanzón.
La Fundación DOCOMOMO Ibérico inscribe dentro del Movimiento Moderno varios inmuebles situados en este tramo:
- Edificio Caja de Ahorros Municipal (calle Vitoria 10).[4]

- Edificio de viviendas (C/ Vitoria, esquina Gran Teatro).[5]

- Edificio de viviendas (C/ Vitoria, esquina San Lesmes)[6]

Por otro lado, dicha Fundación ha incluido los antiguos hoteles Condestable y Castilla (posteriormente, Gobierno Civil, luego subdelegación del Gobierno y en la actualidad, oficina de la Guardia Civil) en el catálogo de edificios de equipamiento del movimiento moderno, con la categoría A (de importante repercusión y consideración en la península)

## Conflicto de Gamonal (2014)
En enero de 2014 hubo importantes protestas y disturbios a causa del inicio de unas obras de remodelación de la calle para convertirla en un bulevar, cuyo importe era de 8'5 millones de euros. El conflicto se desencadenó el 10 de enero de 2014 y se extendió hasta el 17 de ese mes, cuando el ayuntamiento anunció la renuncia a llevar a cabo tal proyecto.
La oposición vecinal a las obras se basaba en la falta de necesidad y el excesivo costo de las mismas, la duración de las obras, fijada en unos 15 meses, la eliminación de 2 carriles en la calzada, pasando de 4 a 2, y la reducción significativa de plazas de aparcamiento gratuitas, pues se perderían 300 plazas en superficie y se construiría un aparcamiento subterráneo de pago.
Durante algunas de esas noches varios cientos de personas protagonizaron disturbios con la quema de contenedores y el ataque a las obras y sucursales bancarias, con un saldo de 46 detenidos y varios heridos. En respuesta, varios cientos de  policías se desplegaron por el barrio, entre ellos unos 200 agentes de las Unidades de Intervención Policial (fuerzas antidisturbios) de la Policía Nacional. También fueron varias las ciudades en el resto de España que acogieron manifestaciones en apoyo al barrio. 
Tras varios días de protestas y altercados, el alcalde de Burgos, Javier Lacalle, anunció primero la paralización temporal de las obras y la creación de un grupo de trabajo para intentar llegar a un consenso, para posteriormente, el día 17 de enero, anunciar el cese definitivo del proyecto en el barrio de Gamonal.

## La calle de Vitoria en el arte y la cultura
En 2015 el fotógrafo y diseñador Asís Ayerbe y el escritor Óscar Esquivias (ambos criados de niños en el barrio de Gamonal)  editaron un libro titulado Calle Vitoria (Los Duelistas). Se trata de un volumen desplegable de más de ocho metros de longitud en el que se reproducen todas las fachadas de la calle, con la acera de los números impares en el anverso y los pares en el reverso. Al pie de la panorámica, sendos cuentos de Esquivias dan una imagen "onírica" de la calle. La imagen de la acera de los números impares contenida en este libro también se usó como fondo del videoclip de la canción «Volver», incluida en el disco Veranos, lluvias y noviembres de Eduardo Vasco.
En 2021 se publicó el cómic Gamonal, en el eco de un mismo recuerdo, en el que se repasa la historia del pueblo (y luego barrio burgalés) y se incide especialmente en la revuelta vecinal de 2014 por el proyecto de bulevar en la calle Vitoria. El guion estuvo a cargo de Sergio Izquierdo Betete (sobre documentación histórica de Fernando Ortega Barriuso) y el dibujo fue obra de María de la Fuente Soro.

## Transporte público
Desde el surgimiento de los primeros sistemas de transporte público (que al principio no pasaron de ser proyectos que no se llevaron a cabo), la calle Vitoria constituía un eje de comunicación.
La línea 1 del Servicio de Autobuses Urbanos de Burgos, la que más usuarios registra, recorre toda la calle Vitoria, al igual que la 80. La línea 8 hace el mismo recorrido hasta la calle Gran Teatro.
En Gamonal, hacen parada en la calle Vitoria también las siguientes líneas: 6, 11, 13, 19, y 24.
Por el tramo entre Gamonal y el Centro discurren las siguientes líenas: 4, 10 y 45.
Por último, la parada de calle Vitoria, 7 es de gran importancia, ya que sirve para tomar en pleno Centro de la Ciudad autobuses con destino al Sur y al Oeste. Allí paran las siguientes líneas: 2, 3, 3B, 5, 7, 9, 12, 21, 39 y 45.

### Propuestas
En agosto de 2008, se publicó el proyecto fin de carrera del ingeniero Rubén Marina. En él, proponía la creación de una línea de metro ligero que uniría la Universidad con el centro, para continuar por dos ramales convergentes: uno por la calle Vitoria a Gamonal y otro por la avenida de Reyes Católicos al barrio de Vistalegre y la Estación de Ferrocarril, uniéndose en San Cristóbal.
En marzo de 2009, un equipo de la Universidad de Burgos presentó un proyecto de Metro soterrado que recorrería la calle Vitoria desde Gamonal hasta el Centro, para continuar hasta el Campus universitario.
Ninguna de estas propuestas fue asumida por el Ayuntamiento de Burgos.